# Marino Perani
Marino Perani (* 27. Oktober 1939 in Ponte Nossa; † 18. Oktober 2017 in Bologna) war ein italienischer Fußballspieler und -trainer. Als Aktiver vor allem beim FC Bologna erfolgreich, nahm er mit der Nationalmannschaft seines Heimatlandes auch an der Fußball-Weltmeisterschaft 1966 teil. Später trainierte er neben dem FC Bologna unter anderem Udinese Calcio sowie den AC Parma.

## Spielerkarriere

### Vereinskarriere
Marina Perani, geboren 1939 im lombardischen Städtchen Ponte Nossa, begann seine fußballerische Laufbahn in der Jugendmannschaft von Atalanta Bergamo. Bei diesem Verein schaffte er 1956 17-jährig auch den Sprung in die erste Profimannschaft. In Bergamo spielte Perani zwei Jahre und bestritt in dieser Zeit 31 Ligaspiele, in denen dem jungen Angreifer sechs Tore gelangen. Nachdem in der Saison 1957/58 der Abstieg aus der Serie A hingenommen werden musste, wechselte Perani den Verein und schloss sich zur neuen Saison dem FC Bologna an, wo er ein Jahr lang unter Vertrag stand. Nach 25 Ligapartien mit drei Torerfolgen zog er nach Ende der Saison weiter und spielte fortan für den AC Padova, für den er in einem Jahr 28 Partien im Ligabetrieb mit acht Toren absolvierte.
Zur Saison 1960/61 kehrte Marino Perani zum FC Bologna zurück. Er blieb in der Folge bis 1974 fünfzehn Jahre lang dem Klub aus der Emilia-Romagna treu. Dabei war er Teil jener Mannschaft des FC Bologna um Spieler wie den Deutschen Helmut Haller, den dänischen Torjäger Harald Nielsen oder den großen Kapitän Giacomo Bulgarelli, die 1964 die italienische Fußballmeisterschaft nach Bologna holen konnte. In der Serie A 1963/64 belegte man am Ende der Saison den ersten Platz punktgleich mit dem damals dominierenden Inter Mailand. Also war ein Entscheidungsspiel um den Meistertitel nötig, das der FC Bologna am 7. Juni 1964 im Stadio Olimpico von Rom durch Tore von Romano Fogli und Harald Nielsen mit 2:0 gewinnen konnte. Dies war der erste Meistertitel des FC Bologna nach Ende des Zweiten Weltkrieges und bis heute auch der letzte große Triumph des mittlerweile längst nicht mehr um die Meisterschaft mitspielenden Vereins. Marino Perani machte in der Meistersaison 28 Ligaspiele vornehmlich im Mittelfeld Bolognas, wobei er sechs Treffer zum Titelgewinn beisteuerte. Sechs Jahre später feierte Perani seinen zweiten Titel mit dem FC Bologna. In der Coppa Italia 1969/70 wurde die Finalrunde als Erster mit einem Punkt vor dem AC Turin beendet, was den ersten Pokalsieg überhaupt für den Traditionsverein bedeutete. 1973/74 stand Bologna erneut im Endspiel um die Coppa Italia und setzte sich diesmal gegen den SSC Palermo durch. Allerdings stand der mittlerweile bereits 35-jährige Marino Perani hier nicht mehr im Aufgebot des FC Bologna im Endspiel. Wenig später verließ Perani seinen Arbeitgeber nach fünfzehn Jahren wieder. In dieser Zeit hatte er es auf 296 Einsätze im Ligabetrieb für den FC Bologna gebracht, bei denen er 61 Mal das gegnerische Tor traf.
Nach seinem Abschied aus Bologna verbrachte Marino Perani noch ein Jahr in der North American Soccer League bei Toronto Blizzard, wo er acht Spiele machte und im Jahr 1975 das Ende seiner fußballerischen Laufbahn im Alter von 36 Jahren verkündete.

### Nationalmannschaft
Im Jahre 1966 brachte es Marino Perani auf insgesamt vier Einsätze in der italienischen Fußballnationalmannschaft. Dabei gelang ihm ein Torerfolg. Von Nationalcoach Edmondo Fabbri wurde er ins Aufgebot der Italiener für die Fußball-Weltmeisterschaft 1966 in England berufen. Bei dem Turnier kam er in zwei der drei italienischen Vorrundenspiele zum Einsatz. Sowohl beim 2:0-Erfolg über Chile als auch bei der sensationellen 0:1-Pleite gegen Nordkorea war er mit von der Partie, das 0:1 gegen die Sowjetunion wurde jedoch verpasst. Generell verlief die Weltmeisterschaft 1966 enttäuschend für das italienische Team, bereits nach der Vorrunde kam als Dritter hinter der Sowjetunion und Nordkorea das Aus.

## Trainerkarriere
Nach dem Ende seiner Laufbahn als Fußballspieler wurde Marino Perani Trainer. So coachte er von 1978 bis 1980 seinen alten Verein FC Bologna. Nachdem im ersten Jahr nur aufgrund der besseren Tordifferenz gegenüber Lanerossi Vicenza der Abstieg in die Serie B verhindert werden konnte, sprang in der Saison 1979/80 ein durchaus guter siebter Tabellenplatz heraus. In der Spielzeit 1980/81 trainierte er Udinese Calcio und führte den Klub auf Platz zwölf, der Klassenerhalt gelang nur aufgrund des besseren Tordifferenz gegenüber Brescia Calcio. Im Jahr darauf übernahm Perani genau diesen Verein, konnte allerdings keine ordentlichen Ergebnisse einfahren. Er übernahm nach vierzehn Spieltagen von Alfredo Magni und stieg mit Brescia am Ende der Saison in die dritte Liga ab.
Nach einem einjährigen Engagement bei der US Salernitana wurde Marino Perani 1983 Trainer des AC Parma, mit dem er in seiner ersten Saison die Serie C1 gewinnen und in die Serie B aufsteigen konnte. Ein Jahr später folgte aber der Wiederabstieg, womit die Arbeit von Marino Perani in der ersten und zweiten italienischen Liga endete. Er coachte noch beispielsweise Calcio Padova, den AC Reggiana oder Ravenna Calcio, nennenswerte Erfolge blieben ihm allerdings verwehrt.

## Erfolge

### Als Spieler
- Italienische Meisterschaft: 1×

1963/64 mit dem FC Bologna
- Italienischer Pokalsieg: 2×

1969/70 und 1973/74 mit dem FC Bologna
- Mitropapokal: 1×

1961 mit dem FC Bologna
- Englisch-italienischer Ligapokal: 1×

1970 mit dem FC Bologna

### Als Trainer
- Serie C1: 1×

1983/84 mit dem AC Parma